# Antro de fósiles
Antro de fósiles es una pintura óleo sobre lienzo de la artista Maruja Mallo. Está datada en 1930 y tiene unas dimensiones de 135 cm de alto x 194 cm de ancho.

## Descripción
Se trata de una pintura óleo sobre lienzo en la que la autora empleó una paleta reducida a grises y negros. En un gran formato apaisado, tiene un tamaño de 135 cm de alto x 194 cm de ancho. Pertenece a la segunda serie de Mallo, Cloacas y campanarios, que cuenta con elementos comunes con el surrealismo, sin englobarse completamente dentro de este movimiento artístico.
La pintura cuenta con un componente de estilo apocalíptico, con un paisaje que muestra restos óseos, excrementos o humedad, dando como resultado una escena de tintes aterradores, siendo un patrón que se repitió en otra de sus obras, Santa Mafia, que alude al fin de la religión y del papel de la Iglesia. En Antro de fósiles se pueden observar además algunos seres vivos, como pequeños reptiles, que aparentan haber sobrevivido al desastre y barbarie.

## Historia
La obra fue creada en 1930. En 2014, la obra ingresó en la colección del Museo Nacional Centro de Arte Reina Sofía de Madrid con el número de registro DE02125. Fue expuesta en la sala 205.14 de esta institución, denominada La hora universal de la cultura. Gaceta de Arte junto a las obras de otros artistas como Luis Castellanos, Óscar Domínguez, Willi Baumeister o Hans Bellmer.